# Quarkonio
Nella fisica delle alte energie, un quarkonio (derivato di quark, con la terminazione -onio di positronio) è un mesone costituito da un quark charm o un quark bottom e dal proprio antiquark, e di conseguenza  privo di sapore. Tali particelle sono chiamate rispettivamente charmonium e bottomonium.
Esempi di quarkoni sono la particella J/ψ (che è un charmonium) e la particella Υ (che è un bottomonium). A causa dell'alta massa del quark top, un "toponium" non esiste, poiché tale quark decade per interazione elettrodebole  prima che si possa formare lo stato legato. Mesoni costituiti da quark leggeri e dal loro antiquark generalmente non vengono chiamati quarkoni, anche a causa del fatto che avendo masse simili non sono facilmente distinguibili gli uni dagli altri.
A causa della grande differenza di massa tra quark charm o bottom e gli altri quark, le famiglie dei charmonia e bottomonia non si mescolano fra di loro o con altri mesoni privi di sapore.

## Charmonium
Nella tabella qui sotto riportata, la medesima particella può essere chiamata con la sua numerazione spettroscopica oppure con quella della sua massa. In alcuni casi vengono utilizzati stati di eccitazione: Ψ' è il primo stato di eccitazione di Ψ (per motivi storici quest'ultima particella è chiamata J/ψ); Ψ" è il secondo stato e così via. In pratica i nomi nella stessa casella sono sinonimi.
Alcuni di questi stati sono già previsti ma non sono stati ancora scoperti; altri non sono confermati. I numeri quantici della particella X(3872) sono sconosciuti; la sua identità è controversa e potrebbe essere:
- un candidato per lo stato 13D2;
- un charmonium in stato ibrido;
- una molecola {\displaystyle D^{0}{\bar {D}}^{*0}}.

| Termine spettroscopico | IG(JPC) | Particella                              | Massa (MeV)       |
| ---------------------- | ------- | --------------------------------------- | ----------------- |
| 1S0                    | 0+(0−+) | ηc(1S), or ηc(2980)                     | 2 980.3 ± 1.2     |
| 13S1                   | 0−(1−−) | J/ψ(1S)                                 | 3 096.916 ± 0.011 |
| 1P1                    | 0−(1+−) | hc(1P)                                  | 3 525.93 ± 0.27   |
| 13P0                   | 0+(0++) | χc0(1P)                                 | 3 414.75 ± 0.31   |
| 13P1                   | 0+(1++) | χc1(1P)                                 | 3 510.66 ± 0.07   |
| 13P2                   | 0+(2++) | χc2(1P)                                 | 3 556.20 ± 0.09   |
| 21S0                   | 0+(0−+) | ηc(2S), or {\displaystyle \eta _{c}\!'} | 3 637 ± 4         |
| 23S1                   | 0−(1−−) | ψ(3686)                                 | 3 686.09 ± 0.04   |
| 1D2                    | 0+(2−+) | ηc2(1D)                                 |                   |
| 13D1                   | 0−(1−−) | ψ(3770)                                 | 3 772.92 ± 0.35   |
| 13D2                   | 0−(2−−) | ψ(3836)                                 |                   |
| 13D3                   | 0−(3−−) | ψ3(1D)                                  |                   |
| 21P1                   | 0−(1+−) | hc(2P)                                  |                   |
| 23P0                   | 0+(0++) | χc0(2P)                                 |                   |
| 23P1                   | 0+(1++) | χc1(2P)                                 |                   |
| 23P2                   | 0+(2++) | χc2(2P)                                 |                   |
| ?                      | 0?(??)  | X(3872)                                 | 3 872.2 ± 0.8     |

## Bottomonium
Nella tabella seguente la stessa particella può essere chiamata con la numerazione spettroscopica o con quella della sua massa.
Alcuni di questi stati sono previsti ma non ancora scoperti; altri non sono confermati.
| Termine spettroscopico | IG(JPC) | Particella        | Massa (MeV)                    |
| ---------------------- | ------- | ----------------- | ------------------------------ |
| 1S0                    | 0+(0−+) | ηb(1S)            | 9 390.9 ± 2.8                  |
| 13S1                   | 0−(1−−) | Υ(1S)             | 9 460.30 ± 0.26                |
| 1P1                    | 0−(1+−) | hb(1P)            |                                |
| 13P0                   | 0+(0++) | χb0(1P)           | 9 859.44 ± 0.52                |
| 13P1                   | 0+(1++) | χb1(1P)           | 9 892.76 ± 0.40                |
| 13P2                   | 0+(2++) | χb2(1P)           | 9 912.21 ± 0.40                |
| 21S0                   | 0+(0−+) | ηb(2S)            |                                |
| 23S1                   | 0−(1−−) | Υ(2S)             | 10 023.26 ± 0.31               |
| 1D2                    | 0+(2−+) | ηb2(1D)           |                                |
| 13D1                   | 0−(1−−) | Υ(1D)             |                                |
| 13D2                   | 0−(2−−) | Υ2(1D)            | 10 161.1 ± 1.7                 |
| 13D3                   | 0−(3−−) | Υ3(1D)            |                                |
| 21P1                   | 0−(1+−) | hb(2P)            |                                |
| 23P0                   | 0+(0++) | χb0(2P)           | 10 232.5 ± 0.6                 |
| 23P1                   | 0+(1++) | χb1(2P)           | 10 255.46 ± 0.55               |
| 23P2                   | 0+(2++) | χb2(2P)           | 10 268.65 ± 0.55               |
| 3S1                    | 0−(1−−) | Υ(3S)             | 10 355.2 ± 0.5                 |
| 3PJ                    | 0+(J++) | χ(3P)             | 10 530 ± 5 (stat.) ± 9 (sist.) |
| 43S1                   | 0−(1−−) | Υ(4S) or Υ(10580) | 10 579.4 ± 1.2                 |
| 53S1                   | 0−(1−−) | Υ(10860)          | 10 865 ± 8                     |
| 63S1                   | 0−(1−−) | Υ(11020)          | 11 019 ± 8                     |

## Cromodinamica quantistica (QCD) e quarkoni
Il calcolo delle proprietà dei mesoni all'interno della QCD è completamente non-perturbativo. Il risultato è che esso è l'unico metodo generale a disposizione in un calcolo della QCD su reticolo. Dovrebbero però esserci delle semplificazioni per i quarkoni pesanti.
I quark leggeri in un mesone si muovono a velocità relativistiche perché la massa dello stato limite è molto più grande della massa del quark. I quark charm e bottom nei loro quarkoni si muovono relativamente lenti. È stato calcolato che la velocità, v, è 0.3 volte la velocità della luce per il quark charm e 0.1 per il bottom. È quindi possibile considerare tale calcolo come uno sviluppo in potenze di v ed è chiamato cromodinamica quantistica non-relativistica (NRQCD).
La NRQCD è stata quantizzata anche come una teoria di gauge su reticolo. Questo rende il calcolo delle proprietà del quarkonio in qualche modo più semplice. È stato riscontrato un buon accordo con le masse del bottomonium. In verità ciò fornisce uno dei migliori test non-perturbativi della QCD. Per la famiglia charm la corrispondenza non è così buona. Presumibilmente v non è abbastanza piccola perché la NRQCD sia abbastanza accurata.
La scomparsa dei quarkoni è stata proposta come mezzo per provare la formazione di plasma quark-gluoni durante gli esperimenti.